# Битва при Флото
Битва при Флото (нем. Schlacht bei Vlotho) — сражение, произошедшее 17 октября 1638 года между имперской армией под командованием графа Мельхиора фон Гацфельдта и армией Курпфальца, возглавляемой курфюрстом Карлом I Людвигом Пфальцским. Это была его последняя попытка вернуть свои владения. После поражения английские и пфальцские войска больше не принимали заметного участия в войне.
В 1638 году курфюрст Карлом I Людвиг Пфальцский двинулся из оккупированного шведами города Минден в Штадтлон с армией в 1700 человек, финансируемой на английские деньги, чтобы соединиться с 6-тысячной армией шведского генерала Джеймса Кинга. Они решили совместно осадить и занять город Лемго, расположенный примерно в 20 км к югу от Флото. 4 октября началась его осада.
Узнав об осаде Лемго, имперский фельдмаршал Мельхиор граф фон Гацфельдт двинулся с 8-тысячной армией от Дюссельдорфа, чтобы освободить город от осады.
ход битвы
Под Билефельдом, примерно в 25 км западнее Лемго, произошли первые бои между кавалерийскими разведывательными отрядами двух вражеских армий, в которых шведско-пфальцская кавалерия осталась победительницей. Так как подход дополнительных кавалерийских частей Вестерхольта усилил имперскую армию, шведско-пфальцское командование решило 16 октября прервать осаду Лемго и найти более выгодную позицию для предстоящего сражения.
Джеймс Кинг и Карл Людвиг предположили, что Гацфельд двинется с императорской армией к Лемго, поэтому направили шведскую артиллерию и обоз на север, через Гофельд-Верре (примерно в 5 км к западу от Флото), для отступления к Миндену. Гацфельд, однако, послал кавалерию Вестерхольта прямо в Гофельд, чтобы разрушить мост в Верре и предотвратить отступление шведов к Миндену. Это означало окружение шведской армии.
Когда на следующий день около двух часов дня шведско-пфальцская армия прибыла южнее Флото, она оказалась перед лицом не только имперской кавалерии под командованием Вестерхолта, но и всей имперской армии. Саксонский контингент построил боевой порядок и открыл артиллерийский огонь, которому шведско-пфальцская армия не могла ничего противопоставить.
Шведско-пфальцские наёмники смогли отразить первую атаку имперцев, но не успели построить собственный боевой порядок. После еще двух волн атак имперских и саксонских войск шведско-пфальцская армия, у которой закончились боеприпасы, рассеялась возле Флото в болотистой местности и была отброшена к Везеру. Многие наёмники утонули в реке, пытаясь её переплыть. Курфюрст Карл I Людвиг хотел переправиться через Везер в карете, но был вынужден спасаться вплавь, а кучер и лошади утонули. Вместе со шведским генералом он пешком добрался до Миндена.
Поражение стало последней попыткой Карла I Людвига вернуть свои владения. Вскоре с началом революции прекратилось и английское вмешательство в войну, что повлекло за собой возвращение большинства британских солдат и офицеров на острова.